# Dala (gruppo musicale)
Dala è una band folk formata da due persone, Sheila Carabine e Amanda Walther, entrambe di Scarborough. L'armonicità delle voci, il loro senso dell'umorismo e le loro apparizioni ai festival della musica canadese hanno reso popolare questo gruppo.

## Storia
Le due ragazze si incontrano alla Mary Ward Catholic Secondary School nella banda della scuola. Velocemente diventano molto amiche e formano la band Dala nell'estate del 2002. Si fanno notare dalla casa discografica Big Bold Sun Music nel novembre 2003 per il loro innato senso della musica e l'ampia estensione della loro voce. Il 3 aprile 2005 realizzano il loro primo album This Moment Is a Flash.

## Discografia
- 2005 This Moment Is a Flash, prodotto con la Big Bold Sun Music
- 2005 Angels & Thieves, prodotto con la Universal Music
- 2007 Who Do You Think You Are, prodotto con la Universal Music